# Broń odtylcowa

Schemat działania broni odtylcowej (zamek obrotowy karabinu Werndl M1867)

Broń odtylcowa – broń palna ładowana od wlotu lufy (od tyłu broni). Jej istotnym elementem jest zamek, który łączony jest z lufą mechanizmem ryglowym pozwalając na otwieranie i zamykanie jej przewodu.
Żargonowo myśliwska broń palna ładowana odtylcowo nazywana jest odtylcówką.

## Historia
Od początku powstania aż do połowy XIX w. dominującym systemem stosowanym w budowie broni palnej były konstrukcje odprzodowe. Lufy stosowane w broni odprzodowej były otwarte jedynie od strony wylotu, co zapewniało wysoką szczelność i bezpieczeństwo, oraz dobre wykorzystanie energii gazów prochowych. Broń taka obarczona była jednak skomplikowanym i czasochłonnym systemem ładowania. Zarówno ładunek miotający jak i pocisk należało oddzielnie umieszczać w lufie, przepychając je do końca przez całą jej długość. Z powodu tych mankamentów poszukiwano rozwiązań, które usprawniłyby jej obsługę. Logicznym wyjściem wydawało się skonstruowanie broni odtylcowej poprzez zastosowanie lufy z otwieranym i zamykanym wlotem.

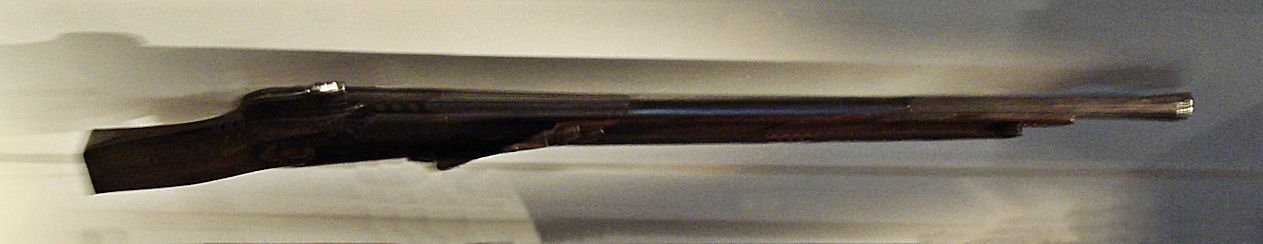
Karabin odtylcowy króla Henryka VIII. XVI w.

Pierwsze egzemplarze broni odtylcowej powstawały już w XIV w. i związane były z konstrukcjami działek relingowych. Pionierskie konstrukcje odtylcowej broni strzeleckiej pojawiały się od XVI w., jednak ze względu na ograniczenia technologiczne, broń tego typu szerzej się nie rozpowszechniła, ponieważ nie istniał system jej szczelnego ryglowania, który zapewniłby strzelcowi dostateczne bezpieczeństwo względem wydostających się w kierunku jego twarzy gazów prochowych.

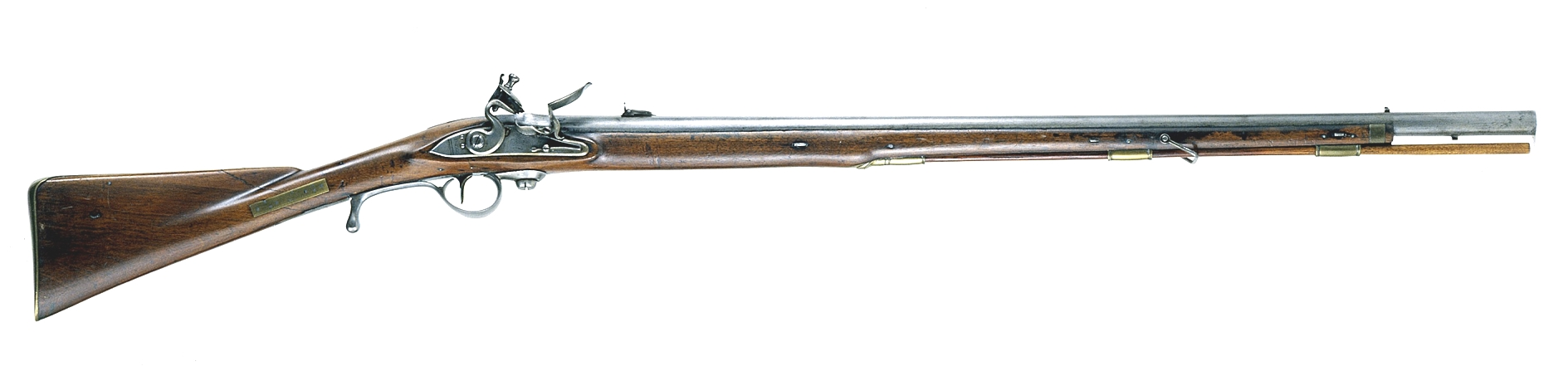
Karabin Fergusona

W 1770 r. oficer armii brytyjskiej Patrick Ferguson opracował karabin odtylcowy który w 1776 r. jako pierwszy został oficjalnie przyjęty na wyposażenie armii.  Wyprodukowany jednak w niewielkiej ilości (ok. 200 szt.) nie przyjął się na większą skalę. W kolejnych latach prace w kierunku stworzenia skutecznej broni odtylcowej prowadzone były niezależnie przez różnych konstruktorów, jednak konstrukcje tego typu traktowane były jedynie jakie ciekawostki, a ich użycie nie było upowszechnione.  
Znaczący postęp nastąpił w pierwszym dziesięcioleciu XIX w. za sprawą przyjęcia na wyposażenie armii amerykańskiej karabinu Hall M1819, oraz w latach 30 XIX w. po spopularyzowaniu przez Samuela Colta rewolweru. Obie konstrukcje były jednak bronią w której w sposób odprzodowy ładowano komorę nabojową (analogicznie jak w broni odprzodowej rozdzielnie umieszczając ładunek miotający oraz pocisk, jednak bez konieczności przepychania ich przez lufę).

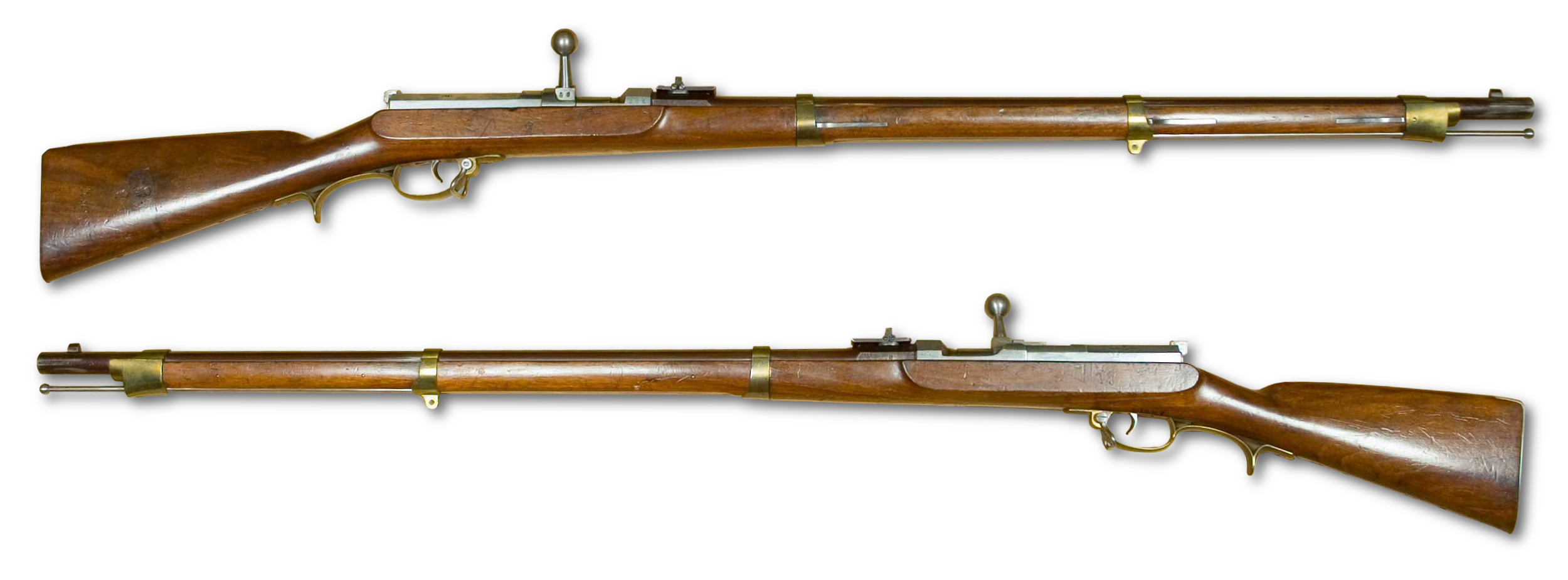
Karabin iglicowy Dreyse

Prawdziwy przełom nastąpił dopiero za sprawą opracowanego w 1836 r. przez Johanna Nikolausa von Dreyse karabinu iglicowego, który zasilany był nabojem scalonym w łusce papierowej. Karabin ten posiadał nowoczesny zamek ślizgowo-obrotowy, skutecznie ryglujący wlot lufy. Broń zapewniała jak na tamte czasy wysoką szybkostrzelność, drastycznie przewyższając na tym polu karabiny odprzodowe ładowane rozdzielnie. Opracowany przez niego karabin został przyjęty na wyposażenie armii pruskiej jako Zündnadelgewehr M/41 i został z powodzeniem wykorzystany w trakcie wojny prusko-austriackiej w 1866 r. w czasie której wykazał swoją wyższość względem użytkowanych przez Austriaków odprzodowych karabinów Lorenz M1854. Sukces Prusaków spowodował wzmożone zainteresowanie bronią odtylcową wśród europejskich wojskowych i zainicjował masowe wprowadzanie tego typu broni również w innych armiach. Równocześnie pionierskimi konstrukcjami odtylcowymi w broni artyleryjskiej stały się działa opracowane przez Martina von Wahrendorffa w 1837 r. (opatentowane w 1840 r.)  oraz Giovanniego Cavalli w 1841 r.
Masowe wprowadzanie broni odtylcowej doprowadziło do szybkiego wycofania z użycia przestarzałej broni odprzodowej. Porzucenie ograniczeń związanych z mankamentami starszych konstrukcji, zainicjowało błyskawiczny rozwój broni palnej na przełomie końca XIX i początku XX w.

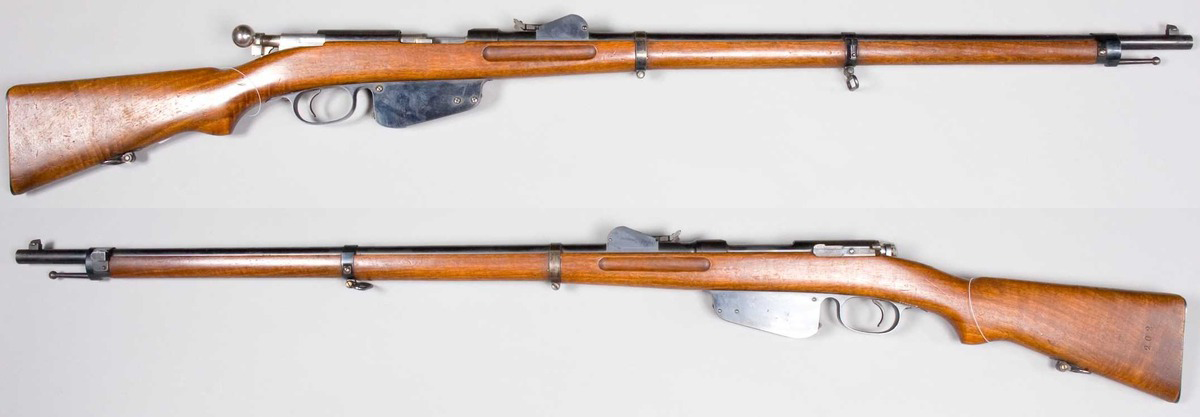
Karabin powtarzalny Mannlicher M1886

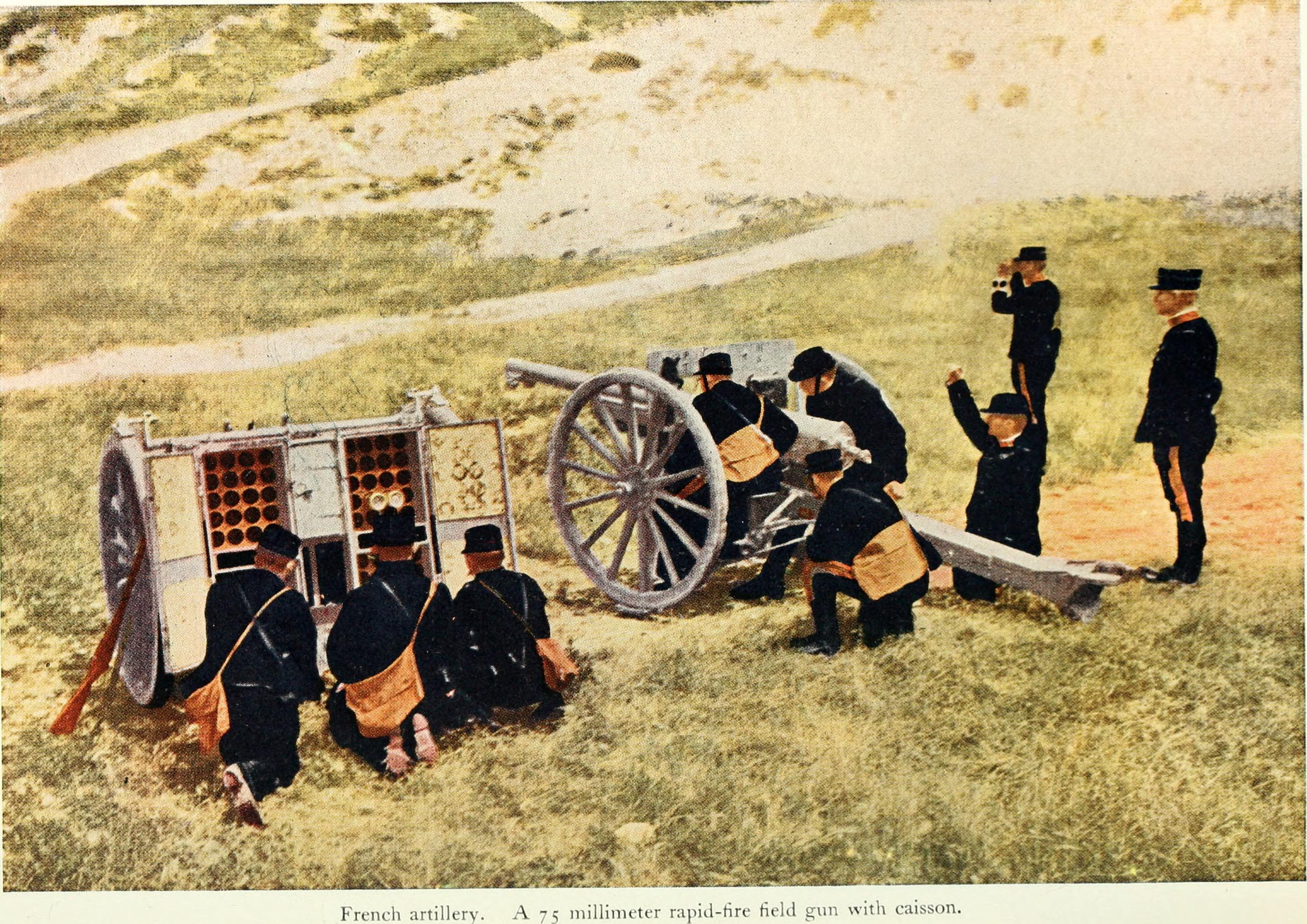
Szybkostrzelna armata Mle 1897

W ciągu zaledwie kilku dekad opracowano kolejno:
- łuskę metalową - zapewniającą dodatkowe uszczelnienie oraz umożliwiającą opracowanie bardziej zaawansowanych rodzajów broni
- broń powtarzalną - przeładowywaną ręcznie ale wyposażoną w magazynki
- broń półautomatyczną - w której część cyklu przeładowania wykonywana była automatycznie
- broń automatyczną - w której cykl pracy broni został już w pełni zautomatyzowany
  - samopowtarzalną - zdolną do prowadzenia ognia pojedynczego
  - samoczynną i samoczynno-samopowtarzalną - zdolną do prowadzenia ognia ciągłego

Współcześnie nowoczesna broń palna (z wyjątkiem większości moździerzy oraz niektórych typów granatników) jest wyłącznie bronią odtylcową. 